# بيلي كامبل (لاعب كرة قاعدة)
بيلي كامبل (بالإنجليزية: Billy Campbell)‏ هو لاعب كرة قاعدة أمريكي، ولد في 5 نوفمبر 1873 في بيتسبرغ في الولايات المتحدة، وتوفي في 6 أكتوبر 1957 في سينسيناتي في الولايات المتحدة.

## وصلات خارجية
- بيلي كامبل على موقعبيزبول رفرنس.كوم (الدوري الرئيسي) (الإنجليزية)
- بيلي كامبل على موقعبيزبول رفرنس.كوم (الدوري الثانوي) (الإنجليزية)